# 极度恐慌
《极度恐慌》是由Monolith Productions公司开发的惊悚类第一人称射击游戏。由威望迪遊戲和華納兄弟互動娛樂发行。TimeGate Studios推出過兩部資料片，分別是2006年10月發行的《F.E.A.R. Extraction Point》和2007年11月發行的《F.E.A.R. Perseus Mandate》。續集《戰慄突擊2：起源計畫》於2009年2月發行，第二部續集《戰慄突擊3》於2011年6月發行，由Day 1 Studios負責開發。

## 遊戲介紹

### 特色

遊戲最大的特色是子彈時間，玩家可以在啟動這個模式之後，依然可以用正常速度瞄準與射擊

這部遊戲雖然是第一人稱射擊遊戲，但在行進的時候還是可以看到主角的身體與雙腳，例如快速游繩或攀爬階梯等。遊戲最大的特色是子彈時間，玩家可以在啟動這個模式之後，依然可以用正常速度瞄準與射擊。遊戲中的敵人也具備高度先進的智能，會視戰況採取各種不同的戰術運用，甚至在玩家脫離戰鬥區域後，再次返回的話，還會遭受敵人的伏擊。

### 劇情
在2002年，美國精英軍隊單位F.E.A.R.（首次遭遇突擊偵查隊）成立，目的是應對對國家安全造成威脅的超自然現象。遊戲背景設置在2025年的虛構城市Fairport，故事從一名新手（僅被稱為Point Man）加入該單位時開始。在Armacham科技公司（ATC）的一個設施中，一名名叫Paxton Fettel的心靈操作員失控。官方上，ATC是一家航空航天製造和醫學研究公司，但實際上，它是一家在低溫學、核技術、克隆和心靈感應等領域涉足的強大私人軍事公司。他們嘗試開發一支由心靈感應控制的克隆士兵單位（稱為Replicas），Fettel是他們的指揮官。但是，他現在已經利用Replicas佔領了這個設施。F.E.A.R.小隊的三名成員（Point Man、1LT. Spencer Jankowski和CTO Jin Sun-Kwon）的任務是消滅Fettel，這將會自動使Replicas關閉。
任務一開始，Point Man就開始經歷強烈的幻覺 —— Fettel問他“你最初記得的事是什麼？”；一位女士尖叫，“你們把他帶到哪去了？”；一位男士告訴他，“你將成為眾人之上的神”；嬰兒的哭聲；還有最常見的，一個穿著紅裙的小女孩。在一個特別的幻覺中，他看到Fettel在審問一名工人，想要知道“Alma”在哪裡。不久後，Point Man找到了這名受虐的工人，他在臨死前努力說出：“Alma。如果Fettel找到她…起源。”雖然Jankowski消失了，F.E.A.R.被派遣到ATC總部，那裡的三角洲部隊偵查隊已經失去了聯絡。
Point Man發現，在Fettel反叛時的腦波與他十歲時“首次同步事件”期間的腦波完全相同，那次事件導致了“起源計劃”被終止。但這次，Fettel變得更加危險。同時，Point Man發現三角洲部隊已被屠殺。之後，他遇到了ATC的倖存者Aldus Bishop，Bishop告訴F.E.A.R.隊，Replicas正在尋找ATC的資深研究員Harlan Wade。一支由Sgt. Douglas Holiday領導的三角洲部隊小隊被派來營救Bishop。他們將他送到直升機，但在他登機時，被ATC的保安射殺。起初，人們以為這是友軍誤擊，但直升機上的隊員表示，ATC的保安是想要殺死Wade。隨後，Point Man得知Fettel是“起源計劃”的“第二原型”。不久後，Fettel對Point Man說：“戰爭即將來臨。我在夢中見到了。火焰席卷大地，屍體遍布街頭，城市變成灰燼。報仇。”
隨後，Point Man發現這些原型是由一名叫Alma的女性心靈感應者的基因碼所創造的，而Alma在處於人為昏迷狀態時親自生下了這兩個原型。他也了解到了“同步事件” — 儘管處於昏迷，Alma與Fettel建立了心靈連接，並開始影響他的行為，導致多人死亡。在起源設施中，Point Man發現Alma被帶到起源時只有八歲，第一個原型出生時她只有15歲，而她就是那個穿紅裙的女孩。他也發現Wade計劃在起源設施中將Alma從靜止狀態中喚醒，即便她在2005年已經正式去世。她去世後，該設施被封存直到2025年，在Wade的反對下被重新開放，可能是為了重新啟動該計劃。不久後，Fettel經歷了第二次同步事件。接著，Point Man在一個幻覺中，Fettel告訴他他們是兄弟，都是Alma的孩子 — Point Man是第一個原型。找到Fettel後，他向Fettel的頭部開槍，使Replicas陷入休眠。接著他看到了Wade，Alma的父親，正在將她從靜止狀態中釋放。她立刻殺死了他，Point Man便前往該設施的核反應堆核心，使其超載。
當設施爆炸時，Point Man成功逃脫，並被一架三角洲部隊直升機接住，機上有Holiday和Jin。當它飛越蘑菇雲時，直升機失去動力，Alma拉著自己爬進了機艙。遊戲隨後畫面變黑。在片尾字幕後，我們聽到了一位未命名參議員和ATC總裁Genevieve Aristide之間的電話交談。她保證他Project Origin是安全無虞，且Fettel已被擊敗。當他抱怨清理行動不夠隱秘時，她提到，“不過，有個好消息。第一個原型完全成功。”

## 評價
| 汇总媒体     | 得分                                   |
| ------------ | -------------------------------------- |
| GameRankings | (PC) 89.08% (X360) 84.28% (PS3) 73.29% |
| Metacritic   | (PC) 88/100 (X360) 85/100 (PS3) 72/100 |

| 媒体          | 得分          |
| ------------- | ------------- |
| 1UP.com       | A             |
| ActionTrip    | 9.2 out of 10 |
| GamePro       | [ 9 ]         |
| GameSpot      | 9.1 out of 10 |
| GameSpy       | [ 11 ]        |
| GameZone      | 9.2 out of 10 |
| IGN           | 9.2 out of 10 |
| My Gamer      | 9.8 out of 10 |
| Worth Playing | 94            |
| Gamer's Hell  | 9.3 out of 10 |
| CPUGamer      | 9.3 out of 10 |

GameSpot給予9.1分(滿分10分)的評價，他們讚許的是：
- 把槍戰提高到媲美電影的等級
- 毛骨悚然的氣氛
- 視覺效果不錯
- 聲音效果不錯
- 多人遊戲狂野而且節奏飆快